# Sherlock – Ein Skandal in Belgravia
Ein Skandal in Belgravia (Originaltitel: A Scandal in Belgravia) ist die vierte Episode der britischen Fernsehserie Sherlock und somit die erste Episode der zweiten Staffel. Die Erstausstrahlung lief am 1. Januar 2012 bei der BBC, die deutsche Premiere war am 17. Mai 2012 im Ersten.

## Handlung
Es wird der Cliffhanger der letzten Episode aufgelöst: Nach der ersten Konfrontation mit Jim Moriarty werden Sherlock Holmes und John Watson erneut von Scharfschützen bedroht, bevor Moriarty ihnen erklärt, dass er ihnen nicht erlauben kann, weiterzumachen. Sherlock reagiert, indem er seine Pistole auf eine explosive Sprengstoffweste richtet, um auf diese zu schießen, sollte einer der Scharfschützen eine Kugel abfeuern. Die Explosion hätte also auch Moriarty verletzt oder getötet. Die auswegslose Situation wird aufgelöst, als Moriarty einen Anruf erhält. Da ihm „ein besseres Angebot“ gemacht wurde, lässt er Holmes und Watson am Leben.
Da Watson regelmäßig über ihre Fälle bloggt, avanciert Holmes zum Medienstar. Nach einer Reihe von wenig aufregenden Fällen werden die beiden in den Buckingham Palace, die offizielle Residenz des britischen Monarchen, gebracht, wo Holmes’ Bruder Mycroft, der eine hohe Position in der britischen Regierung einnimmt und mit seinem Bruder ein schwieriges Verhältnis pflegt, sie mit einer delikaten Angelegenheit eines anonymen Klienten betraut: Die Domina Irene Adler, auch bekannt als „die Frau“, besitzt auf ihrem Fotohandy kompromittierende Fotos von sich selbst und einer dem Klienten nahestehenden Person. Holmes deduziert, dass es sich bei der Person um ein Mitglied des Königshauses handelt. Die beiden werden beauftragt, die Fotos wiederzubeschaffen.
Indem sich Holmes als verletzter Pastor verkleidet, versuchen er und Watson, sich Zugang zu Adlers Anwesen zu verschaffen. Adler hat die beiden jedoch schon erwartet und erscheint völlig nackt, weshalb Holmes nichts über sie zu deduzieren imstande ist. Nachdem Watson heimlich den Feueralarm auslöst, verrät Adler durch ihren Blick den Aufenthaltsort der Bilder, einen versteckten Safe. Zeitgleich dringen Agenten der CIA in ihr Anwesen ein und zwingen Holmes, den Safe zu öffnen. Holmes erkennt, dass die Kombination des Safes Adlers Körpermaße sind. Er öffnet den Safe, der mit einer Falle versehen ist, die einen der Agenten tötet; Holmes überwältigt zusammen mit Adler und Watson die restlichen Agenten. Es gelingt ihm, das Fotohandy mit den Bildern an sich zu nehmen; es ist mit einem vierstelligen Code gesichert und enthält noch weitere wertvolle Informationen. Diese dienen Adler nicht als Erpressungsmittel, sondern, wie sie sagt, als ihr Schutz. In einem Moment der Unaufmerksamkeit injiziert Adler Holmes ein Sedativum und entwendet ihm ihr Handy. Holmes wacht später in seinem Bett auf und bemerkt, dass Adler ihm den Mantel, den er ihr geliehen hatte, zurückgebracht hat und den SMS-Ton seines Handys personalisiert hat, der nun bei jeder Textnachricht von ihr ein erotisches Stöhnen wiedergibt.
Sechs Monate später benachrichtigt ihn Adler, dass sie ihm ihr Handy hat zukommen lassen. Dies veranlasst Holmes zu glauben, dass man sie tot auffinden wird. Ihre im Gesicht schwer zugerichtete Leiche wird wenige Zeit später gefunden und von Holmes im Leichenhaus des St Bartholomew’s Hospital identifiziert. Einige Zeit später wird Watson von der attraktiven Assistentin von Sherlocks Bruder in die Battersea Power Station gebracht, wo er zu seiner Überraschung Irene Adler vorfindet, die ihren Tod nur vorgetäuscht hat, um bestimmte Leute abzuschütteln, die versucht haben, sie zu töten und an das Fotohandy zu gelangen. Holmes, der Watson gefolgt ist, kehrt nun um Adlers Weiterleben wissend in die Baker Street zurück, wo er auf die CIA-Agenten trifft, die an das Handy wollen und seine Vermieterin Mrs. Hudson bedrohen. Erneut gelingt es Holmes, sie zu überwältigen. Später erklärt Adler, dass sie immer noch gejagt wird, und fragt Holmes, ob er einen Code, den sie von einem Mitarbeiter des Verteidigungsministeriums stahl, dechiffrieren könne. Holmes, sichtlich bemüht, sie zu beeindrucken, entschlüsselt den Code als eine Flugnummer. Adler textet heimlich ihrem Kontakt, Moriarty, die Flugnummer, der wiederum an Mycroft schreibt, dass er nun von dem Vorhaben des Verteidigungsministeriums weiß: Es sollen Terroristen getäuscht werden, indem das von ihnen zur Sprengung geplante Flugzeug ferngesteuert wird und nur mit Leichen an Bord abhebt.
Adler versucht, Holmes zu verführen, während dessen Gefühle ihr gegenüber unklar sind. Sie werden von Beamten unterbrochen, die Holmes zum London Heathrow Airport bringen. Er erinnert sich daran, dass Mycroft am Telefon „Coventry“ erwähnt hatte, und an das Gerücht, die britische Regierung habe im Zweiten Weltkrieg die Luftangriffe auf Coventry zugelassen, um nicht zu offenbaren, dass der Verschlüsselungscode der Deutschen von den Engländern geknackt worden war. Seine Vermutung eines ähnlichen Szenarios wird vom hinzugekommenen Mycroft bestätigt: Als Lösung des „Coventry-Dilemmas“ hatten die amerikanische und britische Regierung beschlossen, einen „Flug der Toten“ zu realisieren: Ein Flugzeug voller Leichen sollte abheben und irgendwo in der Luft explodieren. Auf diese Weise hätte die Wahrung ihres Wissens um die Pläne der Terroristen keine Menschenleben gekostet, während die Terroristen vom Gelingen ihres Planes überzeugt gewesen wären.
Indem Holmes den Code für Irene Adler und damit unbeabsichtigt auch für Moriarty geknackt hat, hat er die Täuschung vereitelt.
Adler übergibt Mycroft eine Liste von kostspieligen Forderungen, einschließlich ihres Schutzes, im Austausch für Informationen auf ihrem Handy, von denen das Leben britischer Staatsbürger abhängen könnte. Überdies hinweg spottet sie über Holmes und erklärt ihm, dass er ihr nichts bedeute. Allerdings weiß er, dass sie lügt, da er in der Verführungsszene unbemerkt ihren Puls nahm, der erhöht war, und erweiterte Pupillen bemerkte, woraus er ihre Liebe für ihn schlussfolgert. Er beweist es ihr, indem er die ihm nun klar gewordene Kombination in ihr Handy eingibt: „SHER“ (was auf dem Bildschirm als „I am SHER-locked“ zu lesen ist). Da Adler nun kein Druckmittel mehr besitzt, fleht sie um Schutz, weil es unwahrscheinlich ist, ihren Jägern zu entkommen.
Einige Monate später informiert Mycroft Watson, dass Adler im pakistanischen Karatschi von Terroristen geköpft wurde, bittet ihn aber in Sorge um seinen Bruder, Sherlock zu erzählen, sie sei in einem Zeugenschutzprogramm untergekommen und nun in Amerika. Holmes scheint dies zu akzeptieren, verlangt jedoch von John Adlers Handy. Nachdem John gegangen ist, enthüllt eine Rückblende, dass Sherlock nach Pakistan gereist war, dort als Adlers Henker aufgetreten war und sie gerettet hatte.
Abschließend steht er am Fenster der Bakerstreet und spricht: „Diese Frau, diese Frau“.

## Kanon-Verweise
- Die Episode basiert auf Sir Arthur Conan Doyles Kurzgeschichte Ein Skandal in Böhmen.
- Es finden sich zahlreiche Verweise auf andere Geschichten, z. B. auf The Greek Interpreter/Der griechische Dolmetscher (mit „The Geek Interpreter“/„Der Comic-Dolmetscher“), The Speckled Band/Das gefleckte Band (denn „The Speckled Blonde“/„Die gefleckte Blonde“ ist eine Leiche mit Ausschlag), The Naval Treaty/Der Flottenvertrag (mit „The Navel Treatment“/„Die Nabel-Behandlung“), The Illustrious Client/Der illustre Klient (Sherlock will keine anonymen Aufträge), The Six Napoleons/Die sechs Napoleons (mit dem Blogeintrag „The Six Thatchers“), The Engineer’s Thumb/Der Daumen des Ingenieurs (Mrs. Hudson findet Daumen im Kühlschrank) oder The Priory School/Die Abteischule (Der Besucher fällt beim Betreten der Wohnung in Ohnmacht).
- Sherlock wird zum Fall Die Aluminium-Krücke gratuliert. Holmes erwähnte diesen Vorfall in Das Musgrave-Ritual.
- In Das Zeichen der Vier erwähnt Holmes seine Abhandlung über 140 verschiedene Arten von Tabakasche. Sherlock hat über 243 davon einen Blog geschrieben.
- Der Satz „Ohne meinen Boswell wäre ich verloren“ wurde abgewandelt in „Ohne meinen Blogger wäre ich verloren“.
- Einer von Watsons Blogeinträgen trägt den Titel „Sherlock Holmes Baffled“, wie der 1900 erschienene Stummfilm, die erste Filmdarstellung von Holmes.
- Holmes wird mit der für ihn typischen Deerstalker-Mütze fotografiert, mit der er sich eigentlich vor der Presse schützen will.
- Der Ausruf „Vatikanische Kameen!“ verweist auf eine unerzählte Geschichte, die in Der Hund von Baskerville erwähnt wird, wobei er in dieser Episode eher als „Macht euch bereit!“ als Warnung für den bevorstehenden Schusswechsel zu verstehen ist.
- Der bei 1895 stehen gebliebene Besucherzähler auf Johns Blog ist eine Anspielung auf das Gedicht „221B“ von Vincent Starrett, das mit den Zeilen „Here, though the world explode these two survive, And it is always eighteen ninety-five.“ endet.
- Watson offenbart, dass sein Zweitname „Hamish“ ist, eine weit verbreitete Annahme.
- Es gibt viele Parallelen zu dem Spielfilm Das Privatleben des Sherlock Holmes, der zu den Lieblingsfilmen des Drehbuchautors Steven Moffat gehört. Allerdings gelingt es Sherlock diesmal, seine Liebe zu retten.

## Verschiedenes
Benedict Cumberbatch, der nicht Geige spielen kann, wurde von der Violinistin Eos Chater gecoacht. Während der originale Soundtrack von Chater eingespielt wurde, sollte Sherlock jedoch als perfekter Violinspieler auftreten. Um das zu erreichen, war Chater in einer Position am Set anwesend, die ihr erlaubte, ihr Spiel mit Cumberbatchs Bewegungen zu koordinieren, während Cumberbatch seinerseits sehen konnte, wie sie die Violine aufnahm, hielt und den Bogen führte. In der Weihnachtsszene stand sie außerhalb des Fensters auf einer Hebebühne, während er sie von innen imitieren konnte.
Die Szenen, in denen Irene Adler Holmes und Watson unbekleidet gegenüber tritt, sorgten nach der Erstausstrahlung durch die BBC am 1. Januar 2012 für Aufsehen in der britischen Presse, da die BBC vor 21:00 Uhr generell nur auch für Kinder geeignete Inhalte sendet.
Die Episode erhielt 6 von 6 Punkten im Gong.

## Veröffentlichungen
Die Episode ist, zusammen mit den beiden restlichen der zweiten Staffel, sowohl auf DVD als auch Blu-ray Disc erschienen. Zusätzlich enthalten sie einen Audiokommentar zu dieser Episode von Steven Moffat, Mark Gatiss, Sue Vertue, Benedict Cumberbatch und Lara Pulver.